# Фортечна дивізія «Свінемюнде»
Фортечна дивізія «Свінемюнде» (нім. Festungs-Division Swinemünde) — дивізія Вермахту, що існувала наприкінці Другої світової війни.

## Історія
Фортечна дивізія «Свінемюнде» сформована у січні 1945 року з командування морської оборони «Померанія». Утримувала оборону поблизу морського порту Свінемюнде, розгромлена радянськими військами в ході Берлінської операції та у квітні 1945 року капітулювала.

## Райони бойових дій
- Північна Німеччина (березень — квітень 1945).

## Командування

### Командири
- генерал-майор Артур Копп (нім. Arthur Kopp) (15 березня — квітень 1945).

## Склад
| 1945                                                   |
| ------------------------------------------------------ |
| 1-й фортечний полк охорони                             |
| 2-й фортечний полк охорони                             |
| 3-й фортечний полк охорони                             |
| 4-й фортечний полк охорони                             |
| 5-й фортечний полк охорони                             |
| Навчальний артилерійський дивізіон берегової артилерії |